# 武正国
武正国（1940年—），男，山西交城人，中华人民共和国政治人物。

## 生平
早年供职于山西化工学院、中共山西省委政治研究室、办公厅。1982年，担任办公厅主任。1995年，任山西省委秘书长。1996年，任山西省省委常委。2000年，改任山西省人大常委会副主任。